# München Mü 13
Mü 13 Merlin var ett tyskt segelflygplan som konstruerades av Egon Scheibe vid Akaflieg München.
Flygplanet konstruerades som ett högvärdigt segelflygplan med klaffar som sträckte sig längs hela bakkanten på vingen, klaffarna gav vingarna en bättre lyftkraft vid långsam flygning. Flygplanet var ett av de första som tillskrivs Scheibes Münchenskola, där flygplanskroppen tillverkades i en fackverkskonstruktion av stålrör som kläddes med duk. Mü 13 räknas till ett av sin tids bättre flygplan avseende prestanda, med ett bästa glidtal på 28 vid en fart av 66 km/h. Tack vare sin tunna vingprofil kunde flygplanet flyga fort.   
Till en början tillverkades två prototyper av flygplanet som namngavs Merlin och Atalante. Kurt Schmidt köpte segelflygplanet Atalante, och under hans ägo blev flygplanet berömt när Schmidt genomförde en vid den tiden uppmärksammad 252 km lång flygning mellan Wasserkuppe och Trier. Med små förändringar kom prototypen Atalante att serietillverkas som Mü 13D. Scheibe kom senare att utveckla fludet tvåsitsiga segelflygplanet Mü 13E som i sin tur var föregångaren till skolflygplanet Scheibe Bergfalke.
1937 byggdes prototypen Merlin om till ett motorsegelflygplan, man installerade en 18 hk Köcher-Kröber M4 motor, med motor kunde flygplanet flyga 125 km/h och landa med en lägsta fart på 45 km/h. Flygplanet gavs benämningen Mü 13M Motormerlin.  